# Orlando Martínez Oliva
Orlando "Marty" Martínez Oliva (n. La Habana, Cuba, 23 de agosto de 1941 - f. 8 de marzo de 2007) es un beisbolista cubano de la Major League Baseball.